# Snyder (Nebraska)
Snyder és una població dels Estats Units a l'estat de Nebraska. Segons el cens del 2000 tenia 318 habitants.

## Demografia
Segons el cens del 2000, Snyder tenia 318 habitants, 135 habitatges, i 81 famílies. La densitat de població era de 250,6 habitants per km².
Dels 135 habitatges en un 30,4% hi vivien nens de menys de 18 anys, en un 50,4% hi vivien parelles casades, en un 8,1% dones solteres, i en un 39,3% no eren unitats familiars. En el 34,8% dels habitatges hi vivien persones soles el 17,8% de les quals corresponia a persones de 65 anys o més que vivien soles. El nombre mitjà de persones vivint en cada habitatge era de 2,36 i el nombre mitjà de persones que vivien en cada família era de 3,05.
Per edats la població es repartia de la següent manera: un 28% tenia menys de 18 anys, un 6% entre 18 i 24, un 26,4% entre 25 i 44, un 20,4% de 45 a 60 i un 19,2% 65 anys o més.
L'edat mediana era de 38 anys. Per cada 100 dones de 18 o més anys hi havia 95,7 homes.
La renda mediana per habitatge era de 30.536 $ i la renda mediana per família de 37.917 $. Els homes tenien una renda mediana de 29.135 $ mentre que les dones 17.266 $. La renda per capita de la població era de 20.365 $. Aproximadament el 2,4% de les famílies i el 7% de la població estaven per davall del llindar de pobresa.

## Poblacions més properes
El següent diagrama mostra les poblacions més properes.